# Pleurocodonellina ingens
Pleurocodonellina ingens is een mosdiertjessoort uit de familie van de Smittinidae. De wetenschappelijke naam van de soort is voor het eerst geldig gepubliceerd in 2002 door Moyano.